# Стеван Боднаров
Стеван Боднаров (Госпођинци, 12. август 1905 — Београд, 20. мај 1993) био је српски и југословенски вајар и сликар.

## Биографија
За време школовања напушта браварски занат и 1925. године ступа у Уметничку школу у Београду. Најпре је учио вајарство код Петра Палавичинија, а потом сликарство код Михаила Миловановића. Од 1930. године је имао излагања на пролећним и јесењим изложбама у Београду, а самостално излаже је излагао и 1933. у Београду и 1934. у Новом Саду.
Боравио је у Паризу од 1934. до 1935. и 1938. до 1939. године и тамо одржавао изложбе. За време Другог светског рата, због учествовања у Народноослобоидлачком покрету (НОП), од 1942. до 1944. је био затворен у Бањичком логору, а у пролеће 1944. године је отишао у партизане.
Учествовао је 1957. на изложби савремене српске скулптуре, Галерија УЛУС-а, Београд.
Боднаров је остао прилично доследан својим схватањима, заступајући реалистички стилски израз у вајарству и у сликарству. Бавио се последњих година минијатуром и у њу увео динамичнију фактуру. Као сликар највише се бавио сликањем портрета и градова.
Био је члан Савеза комуниста, а после Социјалистичке партије Србије. Биран је за члана Савета СР Србије и члана Савета САП Војводине.
Он је био један је од оснивача и активиста Фондације „Солидарност Србије”.
Умро је 20. маја 1993. године у Београду. Сахрањен је у Алеји заслужних грађана на Новом гробљу.
За свој рад више пута је награђиван. Добитник је Награде Владе НР Србије 1947. године, Награде „4. јули“ 1973. године, Седмојулске награде СР Србије 1973. године, Награде „Божидар Валтровић“ 1984. године, нагрде СУБНОР-а Војводине „Јован Поповић“ 1988. и Вукове награде 1988. године. Носилац је Ордена рада са црвеном заставом и Ордена заслуга за народ са сребрним венцем.
У сећање на његов рад организују се ликовне колоније у Госпођинцима под називом „Сусрет код Боднарова”.

## Стваралаштво
Главни сликарски радови су му: 
- Аутопортрет (1932, Музеј Матице српске)
- Циганка (1936)
- Пејзаж из Пудараца (1936)

Главни вајарски радови су му: 
- попрсја Пјера Крижанића и Цуце Сокић у Музеју у Скопљу,
- попрсје Исмета Мујезиновића у Народном музеју у Београду,
- попрсје Димитрија Туцовића постављено на трг Славија у Београду
- споменик Јанку Чмелику у Старој Пазови, 1948. године
- споменик стрељаним у Јајинцима, 1951. године
- споменик палим борцима у Кули, 1951. године
- споменик палим борцима у Бијелом Пољу, 1952. године

Аутор је и попрсја Иве Лоле Рибара, Ивана Милутиновића и Ђуре Ђаковића на Гробници народних хероја на Калемегдану.

## Галерија
- Димитрије Туцовић, трг Славија
- Јанко Чмелик, Стара Пазова
- „Партизански курир“, Музеј Југославије, Београд
- Спомен-парк „Јајинци“
- Гробница народних хероја на Калемегдану
- Иво Лола Рибар
- Ђуро Ђаковић
- Иван Милутиновић
- Љубица Сокић